# Wolfgang Ockert
Wolfgang Ockert ist ein deutscher Basketballfunktionär und ehemaliger -schiedsrichter.

## Leben
Als Schüler spielte Ockert Basketball zunächst in Halle-Kröllwitz. Sein Sportlehrer Siegfried Käsebier brachte ihn zur Schiedsrichterei und förderte ihn. Ockert, der 1969 seine erste Schiedsrichterlizenz erlangte, leitete ab 1972 Spiele in der zweiten Liga der Deutschen Demokratischen Republik. Während seines Wehrdienstes in der Nationalen Volksarmee (November 1972 bis Mai 1974) ruhte Ockerts Schiedsrichtertätigkeit. Nach der Erlangung der A-Lizenz im Jahr 1976 wurde er in Spielen der DDR-Oberliga eingesetzt. Er war ab 1987 für den Deutschen Basketball-Verband Schiedsrichter in Diensten des Weltverbands FIBA und leitete 1988 erstmals ein Europapokalspiel. 1989 veröffentlichte er im Sportverlag Berlin gemeinsam mit Martin Dornhoff und Klaus Stöber das Lehrbuch „Basketball. Anleitung für den Übungsleiter“.
Ockert war 1990 an der Gestaltung des Übergangs vom DDR-Basketball in den Deutschen Basketball-Bund (DBB) beteiligt. Bei der Gründung des Basketball-Verbands Sachsen-Anhalt im Jahr 1990 wurde Ockert ins Amt des Verbandsvorsitzenden gewählt. Er übte diese Tätigkeit bis 1991 aus.
Als Schiedsrichter wurde er nach dem Ende der Deutschen Demokratischen Republik in der Basketball-Bundesliga eingesetzt und weiterhin bei internationalen Begegnungen wie im Europapokal. Sein letztes Bundesliga-Spiel leitete Ockert im Mai 2000. Beim Damen-Bundesligisten Gisa Lions SV Halle war er Schiedsrichterbetreuer. Beruflich war Ockert im Vertrieb für ein Kosmetikunternehmen tätig.